# Baldassare Rasponti
Baldassare Rasponti, italijanski rimskokatoliški duhovnik, škof, nadškof, * 6. oktober 1758, Ravenna, † 14. februar 1814, Videm.

## Življenjepis
22. septembra 1781 je prejel duhovniško posvečenje.
18. septembra 1807 je postal nadškof Vidma; škofovsko posvečenje je prejel 27. decembra istega leta.